# Cantone di Dannemarie
Il Cantone di Dannemarie era una divisione amministrativa dell'arrondissement di Altkirch.
A seguito della riforma approvata con decreto del 21 febbraio 2014, che ha avuto attuazione dopo le elezioni dipartimentali del 2015, è stato soppresso.

## Composizione
Comprendeva i comuni di
- Altenach
- Ammerzwiller
- Balschwiller
- Bellemagny
- Bréchaumont
- Bretten
- Buethwiller
- Chavannes-sur-l'Étang
- Dannemarie
- Diefmatten
- Elbach
- Eteimbes
- Falkwiller
- Gildwiller
- Gommersdorf
- Guevenatten
- Hagenbach
- Hecken
- Valdieu-Lutran
- Magny
- Manspach
- Montreux-Jeune
- Montreux-Vieux
- Retzwiller
- Romagny
- Saint-Cosme
- Sternenberg
- Traubach-le-Bas
- Traubach-le-Haut
- Wolfersdorf